# Desfile militar

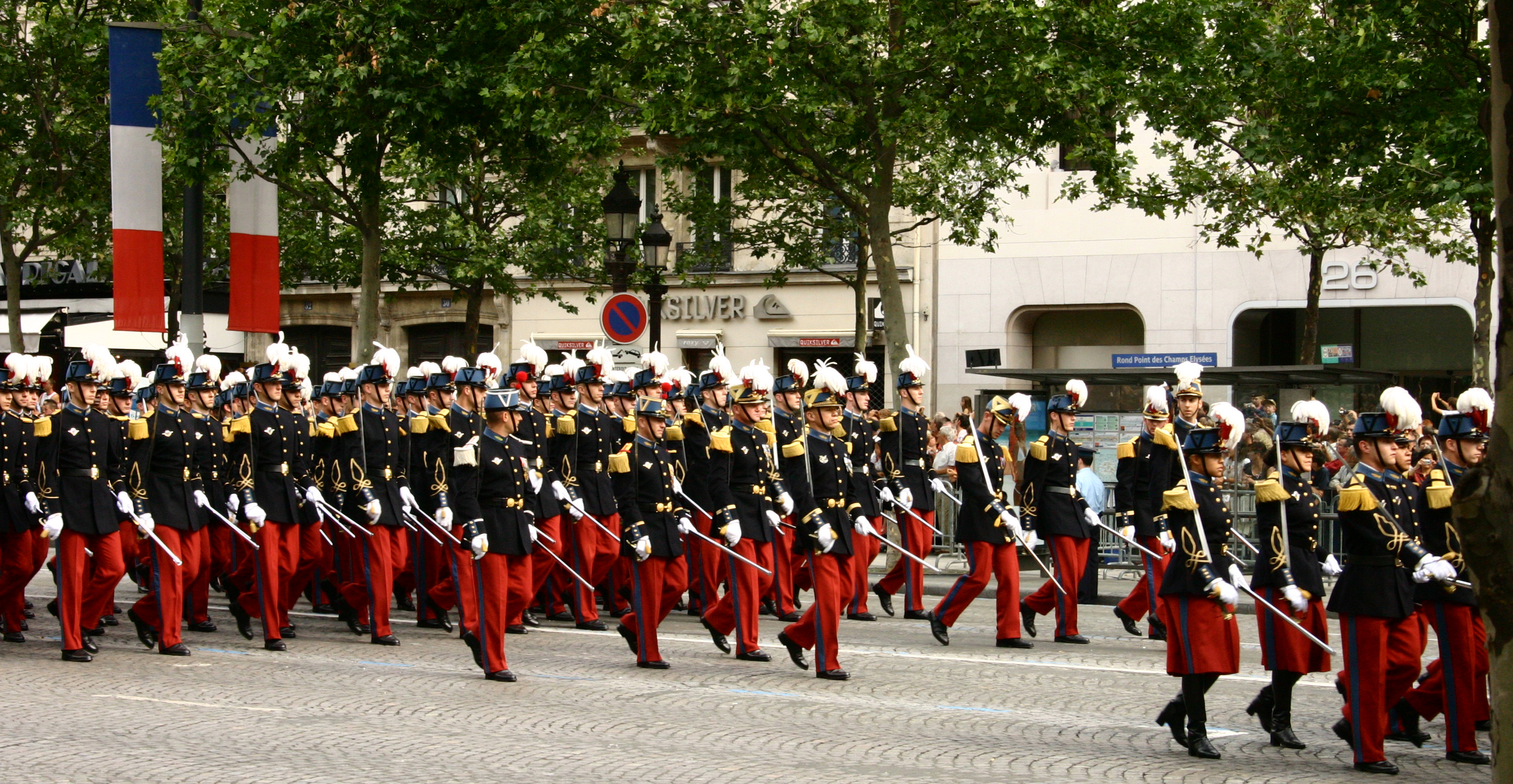
Desfile de los cadetes de la Escuela Especial Militar de Saint-Cyr en la avenida de los Campos Elíseos de París en el Desfile del 14 de julio que se celebra cada año.

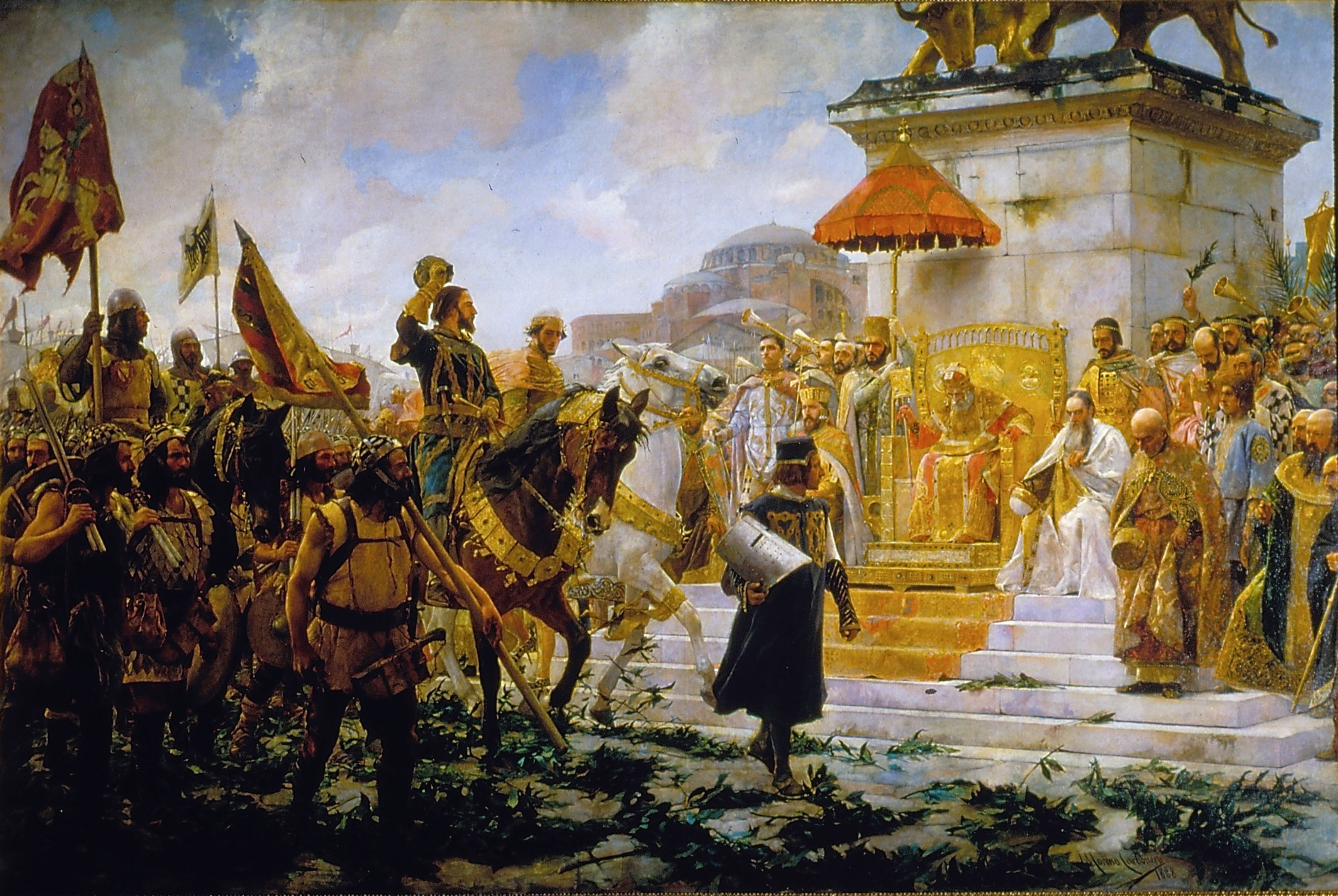
Entrada de Roger de Flor en Constantinopla, de José Moreno Carbonero. 1888. (Palacio del Senado de España).

Un desfile militar o parada militar es un acto o evento en el que los soldados de una o más unidades del ejército de una nación u organización militar marchan ordenadamente en formaciones a través de las calles de una ciudad ante una autoridad y el público asistente, con el propósito ceremonial de rendir honores o conmemorar algún  hecho histórico (mostrar la capacidad armamentística y de fuerzas de la nación que lo realiza). Durante el mismo llevan sus uniformes, distintivos, enseñas y parte de sus armas y vehículos. Suelen estar acompañados de música o marchas militares.
Los desfiles acostumbran enseñar la capacidad de los distintos ejércitos de que se compone la milicia —ejército, armada y fuerza aérea— y en algunos casos, también de las fuerzas policiales. Generalmente son presididos, en los actos nacionales, por el jefe de Estado o de gobierno.

## Desfiles por países
- Argentina

El 9 de julio se suele hacer un desfile cívico-militar en cada ciudad para celebrar la Independencia de Argentina y cada 29 de mayo en honor al aniversario del fundación del Ejército Argentino.
- Bélgica

El 23 de julio se realiza en Bruselas una gran parada militar para celebrar el nacimiento del Reino de Bélgica.
- Brasil

En Brasil se realiza el desfile militar el 7 de septiembre para conmemorar el Día de la Independencia.
- Chile

En Chile, cada 21 de mayo y 19 de septiembre se celebran el Día de las Glorias Navales y el Día de las Glorias del Ejército, respectivamente; en ambos desfiles, participa un gran número de contingente de las Fuerzas Armadas y Carabineros. Además, cada 18 de septiembre se realizan desfiles en las ciudades que constan con regimientos y organismos civiles. En otras ocasiones del año —como el 21 de marzo, día de la fundación de la FACh; el 27 de abril, día de la fundación de Carabineros; el 9 de julio, cuando se lleva a cabo el Juramento a la Bandera; el 20 de agosto, día del natalicio del Libertador Bernardo O'Higgins en Chillán; y el 1 y 2 de octubre en Rancagua— también se efectúan desfiles militares.
- Colombia

En Colombia se realiza el desfile militar el 20 de julio para conmemorar el Grito de Independencia.
- Ecuador

En Ecuador se realiza el desfile militar el 24 de mayo para conmemorar la Batalla de Pichincha y al 26 de julio al honor a los héroes de la Combate naval de Jambelí.
- España

En España se celebra cada 12 de octubre, Día de la Hispanidad, para conmemorar la fecha del Descubrimiento de América, y durante el franquismo se celebraba una el 18 de julio. En torno al día 24 de mayo se celebra el Día de las Fuerzas Armadas, en el cual se realizan un desfile y una parada cada año en una ciudad distinta de España. El primer miércoles de cada mes se celebra en el Palacio Real de Madrid el Cambio Solemne de la Guardia Real.
- Francia

Cada 14 de julio, en Francia se recuerda la toma de la Bastilla con un gran desfile militar.
- Guatemala

Día del ejército de Guatemala, lo celebran realizando un desfile militar.
- Italia

El 2 de junio se realiza una gran parada militar para celebrar el nacimiento de la República Italiana, en 1946.
- México

En México se celebra cada 16 de septiembre (Día de la Independencia) y 20 de noviembre (Día de la Revolución) respectivamente. El desfile cívico militar se realiza el 16 de septiembre para conmemorar el inicio de la Independencia de México y el 20 de noviembre para conmemorar el inicio de la Revolución mexicana.
- Paraguay

Existen diversas conmemoraciones, pero los soldados marchan preferentemente en el Día del Ejército (14 de julio, también natalicio del mariscal López). En fechas distintas, como de la Independencia Nacional (14 de mayo), de la Paz del Chaco (12 de junio), de la Victoria de Boquerón (29 de septiembre) y otros: desfilan solo los músicos, parte del ejército o los bomberos; extrañamente, en estos casos la mayoría la constituyen los estudiantes de escuelas secundarias, acto que se considera una herencia de la tiranía militar stronista (1954-1989).
- Perú

En Perú se celebra la Gran Parada Militar el 29 de julio para conmemorar el día siguiente a la fecha de la independencia del Perú. En este evento, los espectadores pueden ver desde las veredas de la avenida Brasil.
- Rusia

En Rusia se realiza un desfile militar el 9 de mayo para conmemorar el Día de la Victoria.
- Venezuela

El 5 de julio de cada año se realiza un desfile militar para celebrar el día de la independencia, todos los 24 de junio, en Venezuela se celebra la gran victoria obtenida en el Campo de Carabobo batalla de Carabobo con un gran desfile militar, y otro desfile cada 24 de julio para conmemorar el triunfo naval en la batalla naval del Lago de Maracaibo de 1824.